# Biblioteca Palatina de Parma
A Biblioteca Palatina de Parma é uma biblioteca pública italiana fundada em 1761 que possui uma importante coleção de livros e manuscritos do século XV ao XIX.